# Cylicospirura advena
Cylicospirura advena är en rundmaskart som beskrevs av Clark 1981. Cylicospirura advena ingår i släktet Cylicospirura och familjen Spiruridae. Inga underarter finns listade i Catalogue of Life.